# Yuki Tsubota
Yuki Tsubota (Vancouver, 3 februari 1994) is een Canadese freestyleskiester, gespecialiseerd op het onderdeel slopestyle. Ze vertegenwoordigde haar vaderland op de Olympische Winterspelen 2014 in Sotsji en op de Olympische Winterspelen 2018 in Pyeongchang..

## Carrière
Bij haar wereldbekerdebuut, in december 2012 in Mammoth Mountain, scoorde Tsubota dankzij een vijfde plaats direct haar eerste wereldbekerpunten. Op de wereldkampioenschappen freestyleskiën 2013 in Voss eindigde ze als vijfde op het onderdeel slopestyle. Tijdens de Olympische Winterspelen van 2014 in Sotsji eindigde de Canadese als zesde op het onderdeel slopestyle.
In Kreischberg nam Tsubota deel aan de wereldkampioenschappen freestyleskiën 2015. Op dit toernooi eindigde ze als zesde op het onderdeel slopestyle. Op 24 januari 2016 boekte ze in Mammoth Mountain haar eerste wereldbekerzege. Op de wereldkampioenschappen freestyleskiën 2017 in de Spaanse Sierra Nevada eindigde de Canadese als dertiende op het onderdeel slopestyle. Tijdens de Olympische Winterspelen van 2018 in Pyeongchang eindigde Tsubota, net als vier jaar eerder, als zesde op het onderdeel slopestyle.

## Resultaten

### Olympische Winterspelen
| Jaar | Plaats      | Resultaten    |
| ---- | ----------- | ------------- |
| 2014 | Sotsji      | 6e Slopestyle |
| 2018 | Pyeongchang | 6e Slopestyle |

### Wereldkampioenschappen
| Jaar | Plaats        | Resultaten     |
| ---- | ------------- | -------------- |
| 2013 | Voss          | 5e Slopestyle  |
| 2015 | Kreischberg   | 6e Slopestyle  |
| 2017 | Sierra Nevada | 13e Slopestyle |

### Wereldbeker
Eindklasseringen
| Seizoen   | Algm | BA  | SS  |
| --------- | ---- | --- | --- |
| 2011/2012 | 85e  | –   | 10e |
| 2012/2013 | 126e | –   | 28e |
| 2013/2014 | 105e | –   | 21e |
| 2014/2015 | 119e | –   | 18e |
| 2015/2016 | 19e  | –   | 4e  |
| 2016/2017 | 99e  | 22e | 22e |
| 2017/2018 | 65e  | –   | 11e |
| 2018/2019 | 54e  | 5e  | 23e |

Wereldbekerzeges
| Datum           | Plaats           | Onderdeel  |
| --------------- | ---------------- | ---------- |
| 24 januari 2016 | Mammoth Mountain | Slopestyle |